# Седлоклювый ябиру
Седлоклювый ябиру (лат. Ephippiorhynchus senegalensis) — один из двух видов рода седлоклювых ябиру (Ephippiorhynchus), самый крупный представитель семейства аистовых.

## Описание
Самцы седлоклювого ябиру достигают длины 146 см, весят примерно 6 кг, а размах крыльев у них составляет 240 см, размеры самки значительно более скромные. Перья крыльев, шеи, головы и хвоста чёрные с металлическим блеском, остальные части тела — белые. Характерной чертой седлоклювого ябиру является мощный ярко-красный клюв с поперечной чёрной полосой и жёлтым седловидным кожаным образованием сверху у его основания.

## Распространение
Седлоклювые ябиру живут парами на Белом и Голубом Ниле, распространены на западе и юге Африки. Обитают на берегах рек, на болотах.

## Питание
При исследовании желудка убитого ябиру данного вида были обнаружены рыбы, лягушки и жуки, а также саранча. Теодор Гейглин убил одного ябиру, когда он кормился падалью. Чтобы насытиться, седлоклювому ябиру необходимо съесть около одного килограмма пищи.

## Фото

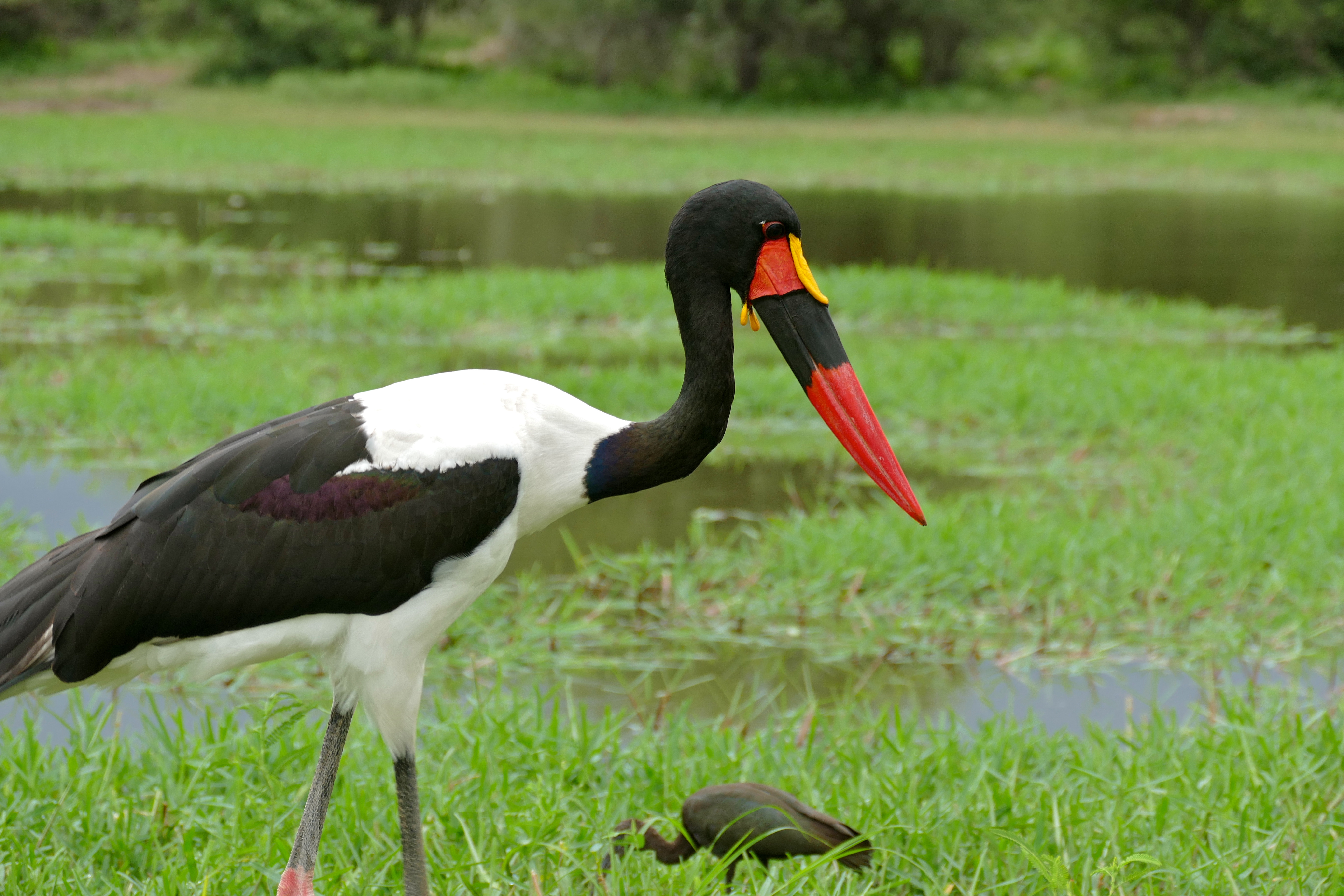
Самец, видны жёлтые «сережки» под клювом, радужка глаз тёмная.
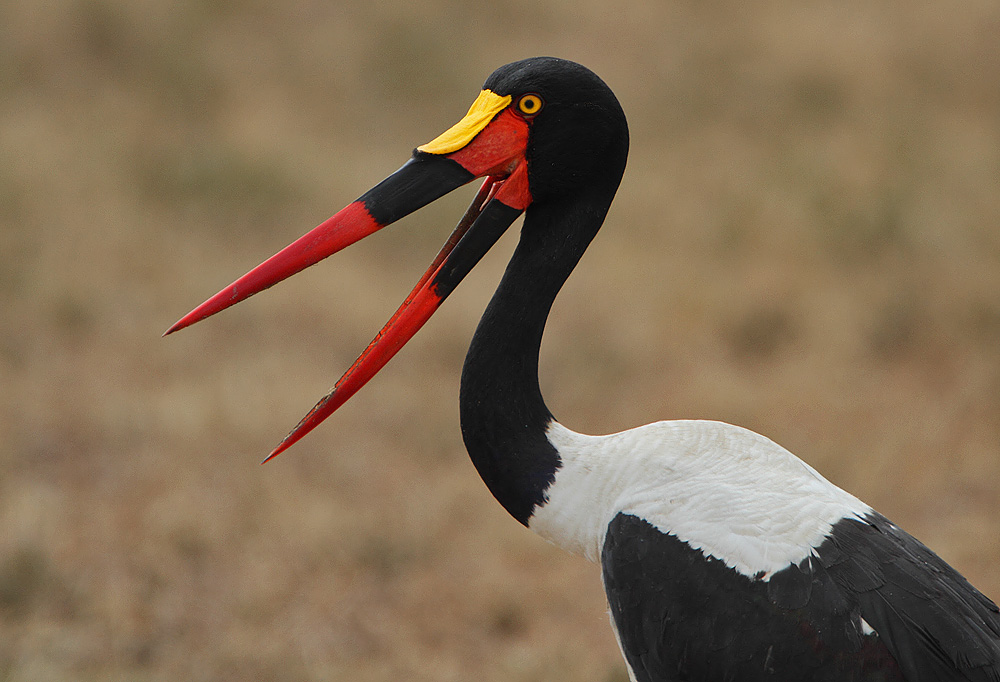
Самка, без «сережек», радужка ярко-желтая.
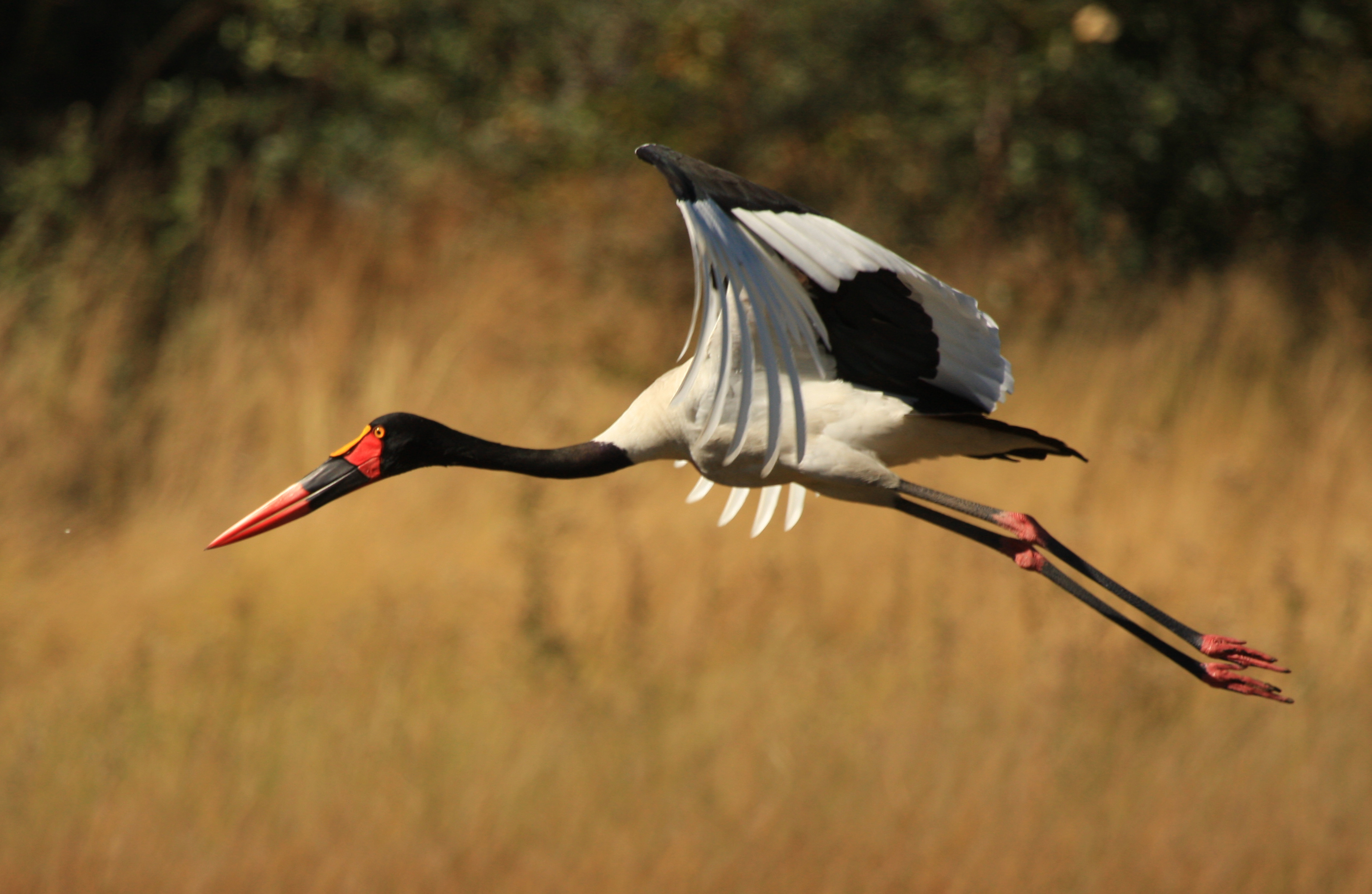
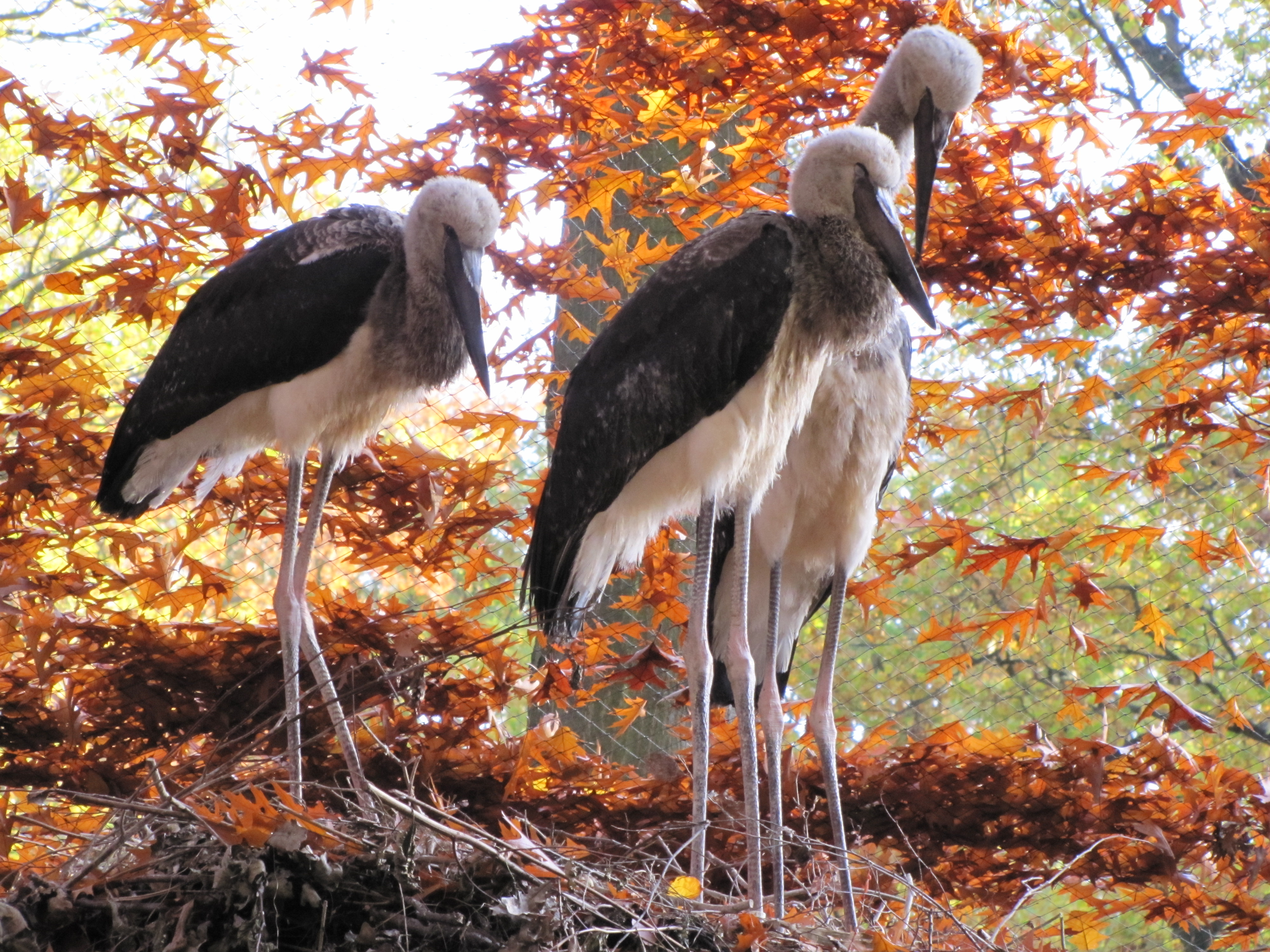
Молодые cедлоклювыe ябиру